# 8155 Battaglini
8155 Battaglini eller 1988 QA är en asteroid i huvudbältet som upptäcktes den 17 augusti 1988 av San Vittore-observatoriet i Bologna. Den är uppkallad efter den italienska matematikern Giuseppe Battaglini.
Asteroiden har en diameter på ungefär 10 kilometer.